# Lista de episódios de Ai no Gakko Cuore Monogatari
Lista de episódios do anime Ai no Gakko Cuore Monogatari.
| Episódio | Título                                                  |
| -------- | ------------------------------------------------------- |
| 1        | Primeiro dia: Enrico e Sr. Belboni                      |
| 2        | Desastre: Heróico Robetti                               |
| 3        | Colegas de classe: Franci, o delinquente juvenil        |
| 4        | Em Attic: O segredo de Enrico                           |
| 5        | Garotos de Calabria: Gracche o estudante transferido    |
| 6        | Melhor amigo Garrone: De cara com Franci                |
| 7        | Uma escovinha de chaminé: Novo amigo de Nino            |
| 8        | Lágrimas do diretor: Garoto escoteiro de Lombardia      |
| 9        | O rei e pai & filho Colletti: Reunião cheia de lágrimas |
| 10       | Antonio o jovem pintor: Muitos rostos na frente do pai  |
| 11       | Presente de Garoffi: Estampa e igreja                   |
| 12       | Betti o garoto tirano: Dia dos pais-professores         |
| 13       | 3000 Léguas na procura da mãe (Parte 1)                 |
| 14       | 3000 Léguas na procura da mãe (Parte 2)                 |
| 15       | Precossi o forjador: Faca pequena na amizade            |
| 16       | O segredo do garoto Julio                               |
| 17       | Biblioteca de Stardi: A pessoa que escondeu os livros   |
| 18       | férias de verão no rio Poe: O desastre de Franci        |
| 19       | Verão nos Alpes: Pai do professor é meu professor       |
| 20       | Um incidente da noite de verão: Segredo do Pai          |
| 21       | Não desista! Circo da família Charine                   |
| 22       | Apenas a cruz sabe: A enfermeira do pai                 |
| 23       | Presente do pai: Mistério da mancha detinta!            |
| 24       | Franci, o delinquente juvenil foge da escola            |
| 25       | O garoto que sacrificou a si mesmo: Lágrimas de Franci  |
| 26       | Piquenique: E adeus.                                    |